# Вахид, Алиага
Алиага́ Вахи́д (азерб. Əliağa Vahid, наст. имя — Алиага Мамедгулу оглы Искендеров, азерб. Əliağa Məmmədqulu oğlu İsgəndərov; 17 февраля 1895, пос. Масазыр, Бакинский уезд, Бакинская губерния, Российская империя — 1 октября 1965, Баку, Азербайджанская ССР, СССР) — азербайджанский поэт, заслуженный деятель искусств Азербайджанской ССР (1943).

## Биография и творчество

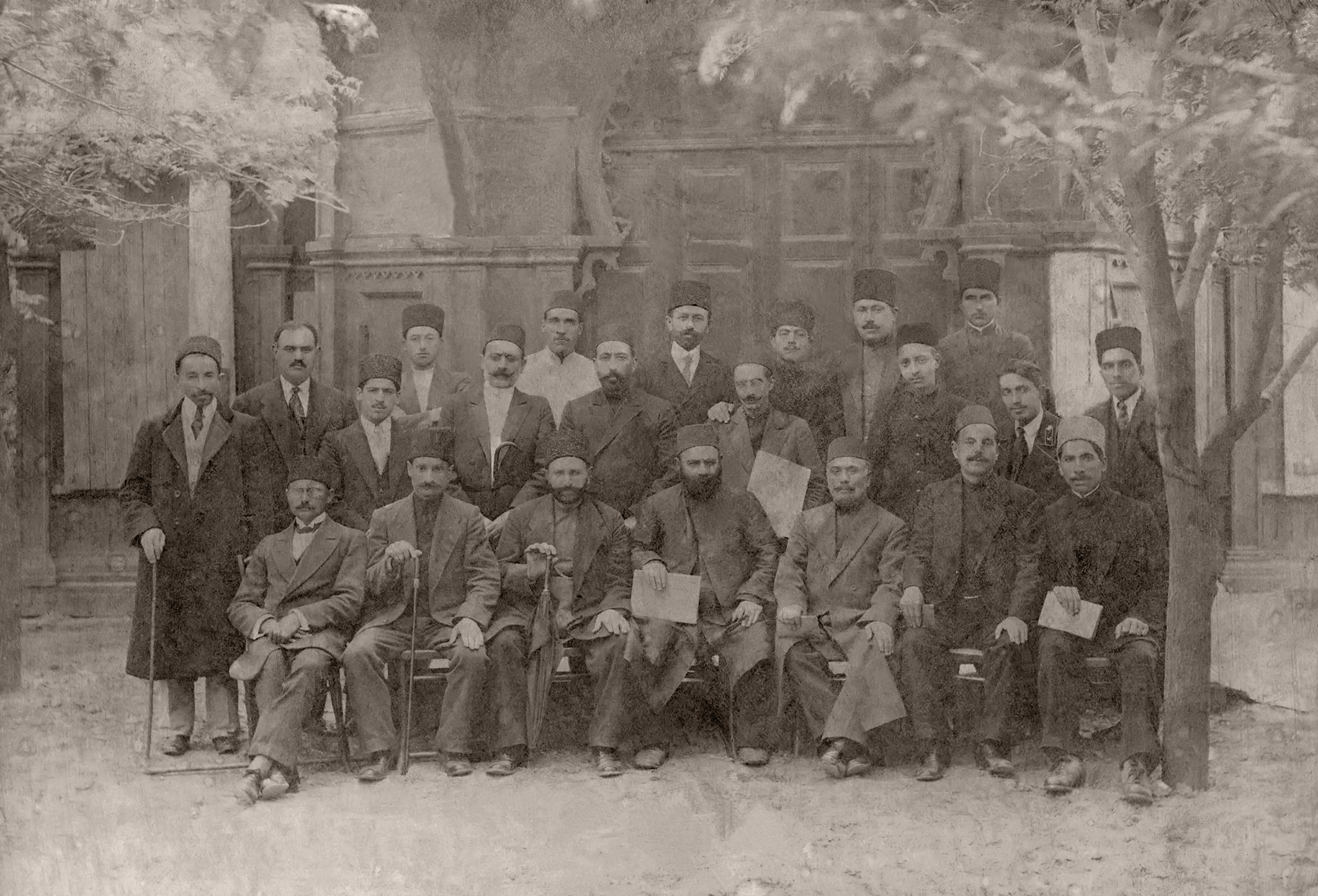
Учителя и поэты Баку, 1916 год. Слева направо, первый ряд: Мирбадреддин Сеидзаде, Мирабдулвахаб Сеид Заргяр, Микаил Сейди, Абдулхалиг Джаннати, Агададаш Мюнири, Неймат Хаджиев; второй и третий ряд: Хаджи Селим Гасымзаде, Хусейнгулу Тюлуи, Мирмахмуд Алескерли, Агададаш Алекберов, Хусейнгулу Саджид, Нусрет Ардебили, Мирзабала Гардаш, Мирза Халил Джанибеков, Алиаббас Мюзниб, Алиага Вахид, Абдуррахман Асим, Эмин Абид Гюльтекин, Султан Гюльшени, Ханафи Зейналлы, Алисаттар Ибрагимов

Алиага Вахид родился 17 февраля 1895 года в бакинском посёлке Масазыр, в семье столяра. С ранних лет работал чернорабочим и помогал отцу. Первоначальное образование получил в медресе, но, не окончив его, вступил в литературный кружок «Маджмауш-шуара» («Общество поэтов»), где познакомился с Мюнири, Азером Имамалиевым и другими популярными бакинскими поэтами той эпохи. Под их творческим влиянием написал свои первые лирические стихи. В сатирических произведениях раннего периода своего творчества критиковал социальные недостатки в обществе, суеверия и предрассудки, тиранию и несправедливость. Эти произведения войдут в первый сборник его стихотворений «Tamahın nəticəsi» («Результат алчности»). Позднее под влиянием произведений Физули, Сеид Азима он начал писать газели. Его газели были так популярны среди народа, что его прозвали «Газельханом».
С большим энтузиазмом встретил Октябрьскую революцию и установление советской власти в Азербайджане. Активно агитировал за советскую власть в своих произведениях, среди которых стихотворения «Моим товарищам — рабочим и солдатам», «Что значит школа», «Возвысь, мой ангел…» и другие. В 1924—1925 годах Сергей Есенин с небольшими перерывами проживал в Баку, в селении Мардакян. Знакомство двух больших поэтов, в дальнейшем перешедшее в крепкую дружбу, состоялось в 1924 году. Это обстоятельство получило отражение в документальной повести писателя-публициста Гусейна Наджафова «Балаханский май».

После установления советской власти и образования Азербайджанской ССР Вахид сотрудничал с газетой «Коммунист» и сатирическим журналом «Молла Насреддин». В своих сборниках «Куплеты» (1924) и «Моллахана» (1938) он выплеснул сатирический шквал критики на противников нового строя.

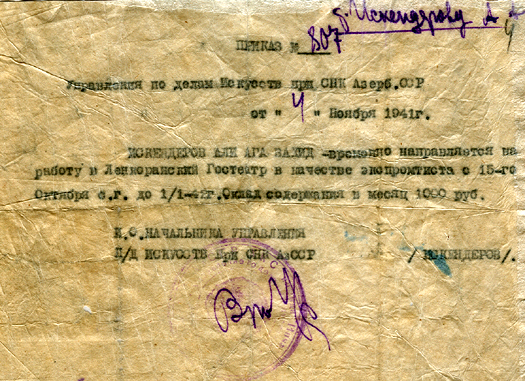
Приказ Управления по делам искусств СНК АзССР от 4 ноября 1941 года, гласящий: «Искендеров Али Ага Вахид временно направляется на работу в Ленкоранский гостеатр в качестве экспромтиста»

В октябре 1938 года Вахида назначили литературным руководителем Государственного Колхозно-Совхозного театра, а в 1941 году временно направили на работу в Ленкоранский гостеатр «в качестве экспромтиста». Его книги «Боевые газели» (1943) и «Газели» (1944), написанные в годы Великой Отечественной войны, пронизаны любовью к Родине, ненавистью к врагу и верой в победу.
Будучи последователем литературных тенденций Физули, Алиага Вахид был ярким представителем жанра газели в советской литературе. Он также переводил на азербайджанский язык газели Низами, Физули, Хагани и других классиков азербайджанской поэзии. Много сочинял в народном поэтическом жанре «мейхана».
Алиага Вахид скончался в ночь с 30 сентября на 1 октября 1965 года в Баку и был погребен на Аллее почётного захоронения.

## Семья
- Жена — Феодосия Андреевна Искендерова[5].

## Память

Бюст Алиага Вахида в Баку. Скульптор — Рагиб Гасанов, архитектор — Санан Саламзаде. 1990 год

- В 1990 году около Бакинской филармонии, в саду (изначально Губернаторский, ныне Сад Филармонии), был установлен бронзовый бюст поэта (работа скульптора Рагиба Гасанова), который в 2009 году перенесли в старинный столичный квартал Ичери-шехер[4] на улицу Кичик Гала.
- Именем Вахида названы школа, Дом поэзии и улица в Баку[4], его имя носил бывший Губернаторский сад, после переноса бюста поэта в Ичери-шехер название Сад Алиага Вахида перешло к скверу вокруг памятника.
- В 1991 году на киностудии «Азербайджанфильм» режиссёром Шахмаром Алекперовым был снят посвящённый жизни и творчеству Вахида фильм «Газельхан», получивший награды в 1993 году в Баку на II конкурсе-фестивале азербайджанских фильмов.